# 루후누라타
루후누라타(싱할라어: රුහුණු රට), 약칭 루후나(싱할라어: රුහුණ)는 오늘날 스리랑카 남동부의 역사적 지역이다. 고대 스리랑카의 문명 번성지와 문화 및 경제 중심지였다. 마가마, 티사마하라마 및 마하나가쿨라(오늘날 암발란토타)가 이곳에 설립되었다.
루후나는 라자라타에 대한 여러 반란으로 유명했기 때문에 싱할라 역사에서 중요한 국가였다. 루후나의 사실상 마지막 여왕인 수갈라가 파라크라마바후 1세의 침략군에게 생포되어 처형되면서 멸망하였다.

## 역사
루후나는 기원전 200년 아누라다푸라 왕국의 마하나가 왕자가 국왕 데바남피야 티사와의 개인 분쟁이 발생한 직후 BC 200년경에 건국하였다. 이 지역은 불교 문화의 확립과 함께 국가 건설에 중요한 역할을 하였다.
아누라다푸라와 촐라 왕국의 왕들은 국가의 대부분을 지배하는 동안 대체로 루후나군과 싸웠다.
주목할 만한 루후나 무장으로는 여러 명의 촐라 장군을 무찌른 비자야바후 1세와 폴론나루와를 정복한 마나바라나 2세가 있다. 루후나에서 발생한 저항군은 일반적으로 라자라타 왕국을 상대로 승리를 거두었다.
파라크라마바후 1세가 라자라타 왕국을 정복하고 그 왕국의 왕 가자바후 2세를 물리친 후, 그는 루후나로 원정군을 보냈다. 이에 루후나의 대부분 백성들과 군대는 침략자들을 상대로 맞서 싸웠는데, 루후나인들은 파라크라마바후의 군대인 락카의 유명한 장군을 무찌를 수 있었지만, 결국 루후나는 패망하고 여왕은 처형당했다.

## 위치 및 영토
고대에 루후나로 확인된 지역은 주로 남부주, 우바주의 대부분과 사바라가무와주 및 동부주의 일부이다.

## 같이 보기
- 스리랑카의 주
- 스리랑카의 역사
- 루후나 대학